# Iszfahán megye

Iszfahán tartomány megyéinek elhelyezkedése

Iszfahán megye (perzsául: شهرستان اصفهان) Irán Iszfahán tartományának egyik délkeleti megyéje az ország középső részén. Keleten, délkeleten és délen Jazd tartomány, délnyugaton Sahrezá megye, nyugatról Mobárake megye, Falávardzsán megye, Homejnisahr megye, északról Sáhinsahr és Mejme megye, Borhár megye és Ardesztán megye, északkeletről Nájin megye határolják. Székhelye a  000 fős Iszfahán városa. Tizenkét város tartozik a megyéhez:  Iszfahán, Varzaneh, Hasanabad, Baharestan, Harand, Tudeshg, Kuhpayeh, Sejzi, Nasrabad, Mohammadabad, Nikabad és Ezhiyeh. A megye lakossága 2 243 249 fő. A megye hat kerületet foglal magába, amely a Központi kerület, Jarqavieh Sofla kerület, Jarqavieh Olya kerület, Jolgeh kerület, Bon Rud kerület, valamint Kuhpajeh kerület.

## Fordítás
- Ez a szócikk részben vagy egészben  az   Isfahan County című angol Wikipédia-szócikk ezen változatának fordításán alapul.  Az eredeti cikk szerkesztőit annak laptörténete sorolja fel. Ez a jelzés csupán a megfogalmazás eredetét és a szerzői jogokat jelzi, nem szolgál a cikkben szereplő információk forrásmegjelöléseként.